# Obléhání Macindawu
Obléhání Macindawu (v anglickém originále The Siege of Macindaw) je sedmá kniha fantasy série Hraničářův učeň od Johna Flanagana vydaná v Austrálii v roce 2007.

## Děj
V sedmém dílu Hraničářova učně najde Will ztroskotané Skandijce u řeky Oosel. Will hledá bojovníky, protože vzbouřenec Keren vězní na hradě Alyss, Willovu kamarádku z opatrovny. Zároveň Will najde v hostinci U Prasklého džbánu Haltem a Crowleym poslaného Horáce. Ti dva začnou vymýšlet plán, jak dobýt hrad Macindaw a vysvobodit Alyss. Alyss začne vysílat zprávy pomocí kurýrského kódu, čímž jim sdělí, že na hradě Keren očekává skotijského generála – MacHadishe. Jakmile se MacHadish vrací z Macindawu zpět, dopadnou ho Will, Horác a Skandijci, kteří mezitím došli na Léčitelovu paseku, jak ji Will pojmenoval. MacHadishe vyslechne léčitel Malcolm a zjistí, že hlavní jednotka dorazí už za tři týdny. Alyss mezitím zjistí, že Skotiové neplánují jen obyčejný nájezd, ale invazi. Will naplánuje útok na Macindaw, který o pár dní později uskuteční. S pomocí lsti ho dobyjí. Zabijí bezcitného Johna Buttla a zrádce Kerena. Pomalu přichází čas, aby Will se svou fenou Stín, jak ji pojmenoval Trobar, a přáteli odjeli domů. Will nechá fenu Trobarovi, který ji potřebuje víc než Will. Potom se Will rozloučí s  přáteli a jede podat hlášení Crowleymu a Haltovi na opuštěné shromaždiště. Pak Will odjede do svého léna, kde dostane dopis od Allys se vzkazem, že jej miluje.